# ريفاروكسابان
ريفاروكسابان (بالإنجليزية:  Rivaroxaban)‏، الذي يُباع تحت الاسم التجاري زارلتو من بين أسماء أخرى، هو دواء مضاد للتخثر (مميع للدم) يُستخدم لعلاج الخثرات الدموية والوقاية منها. يُستخدم بشكل محدد لعلاج الخثار الوريدي العميق، والصمات الرئوية، والوقاية من الخثرات الدموية في الرجفان الأذيني، وبعد جراحة الورك أو الركبة. ويُؤخذ عن طريق الفم.
تتضمن الآثار الجانبية الشائعة النزف. قد تشمل الآثار الجانبية الخطيرة الأخرى الورم الدموي في العمود الفقري وصدمة الحساسية. من غير الواضح ما إذا كان الاستخدام في أثناء الحمل والرضاعة الطبيعية آمنًا. بالمقارنة مع الوارفارين، فإن تداخلاته مع الأدوية الأخرى أقل. يعمل ريفاروكسابان عن طريق حجب نشاط العامل العاشر الفعال (Xa)، وهو أحد بروتينات التخثر.
حصل ريفاروكسابان على براءة اختراع في عام 2007، وتمت الموافقة عليه للاستخدام الطبي في الولايات المتحدة في عام 2011. لن يكون متوفرًا كدواء مكافئ في الولايات المتحدة حتى عام 2024. تكلف الإمدادات اللازمة لمدة شهر في المملكة المتحدة هيئةَ الخدمات الصحية الوطنية (إن إتش إس) نحو 50 جنيهًا إسترلينيًا اعتبارًا من عام 2019. في الولايات المتحدة، تبلغ الكلفة الإجمالية لهذا الكمية 430 دولارًا أمريكيًا تقريبًا. في عام 2017، كان الدواء التاسع بعد المئة بين أكثر الأدوية شيوعًا في الولايات المتحدة، بأكثر من ستة ملايين وصفة طبية.

## الاستخدامات الطبية
يبدو أن ريفاروكسابان فعال مثل الوارفارين في منع السكتات الدماغية الإقفارية والحوادث الصمية لدى أولئك الذين يعانون الرجفان الأذيني غير الصمامي. تكون معدلات النزيف الخطيرة القاتلة المرتبطة باستخدام ريفاروكسابان أقل من الوارفارين، مع أن استخدام ريفاروكسابان يرتبط بمعدلات أعلى للنزيف في الجهاز الهضمي.
في شهر يوليو من عام 2012، أوصى المعهد الوطني للصحة وجودة الرعاية في المملكة المتحدة بالريفاروكسابان للوقاية من الانصمام الخثاري الوريدي وعلاجه.

## مضادات الاستطباب
بسبب صعوبة السيطرة على النزف، يجب إيقاف ريفاروكسابان قبل الجراحة بـ24 ساعة على الأقل، ثم إعادة البدء فيه حالما تستقر عملية الإرقاء بشكل مناسب.
لا توصي التوصيات الحالية الواردة بخصوص الجرعات بإعطاء ريفاروكسابان مع الأدوية المعروفة بأنها مثبطات قوية للسيتوكروم 3إيه4/البروتين السكري-بّي لأنه سيؤدي إلى ارتفاع التراكيز البلازمية لريفاروكسابان.

## آلية العمل
يثبط الريفاروكسابان كلًا من العامل العاشر الفعال الحر والعامل العاشر الفعال المرتبط في معقد البروثرومبيناز. وهو مثبط مباشر شديد الانتقائية للعامل العاشر الفعال ذو بداية تأثير سريعة. يقاطع تثبيط العامل العاشر الفعال السبيلين الداخلي والخارجي لشلال تخثر الدم، ما يعيق كلًا من تكون الثرومبين وتطور الخثرات. لا يثبط الريفاروكسابان الثرومبين (العامل الثاني الفعال)، ولم تظهر أي تأثيرات في الصفيحات الدموية. يسمح بمنع التخثر القابل للتنبؤ به وبتعديل الجرعة والمتابعة الروتينية للتخثر؛ ليس هناك حاجة إلى الحمية الغذائية.
يثبط الهيبارين غير المجزّأ (يو إف إتش)، والهيبارين منخفض الوزن الجزيئي (إل إم دبليو إتش)، والفوندابارينوكس أيضًا نشاط العامل العاشر الفعال، بشكل غير مباشر، عن طريق ارتباطها بمضاد الثرومبين الجائل في الدوران (مضاد الثرومبين الثالث) ويجب أن تُعطى حقنًا، في حين أن الوارفارين، والفينوبروكومون، والأسينوكومارول الفعالة فمويًا هي مضادات للفيتامين ك (في كي إيه)، تنقص عددًا من عوامل التخثر، بما فيها العامل العاشر.
إن الحركية الدوائية الخاصة بالريفاروكسابان معروفة عند مجموعة واسعة من المرضى (العمر، والجنس، والوزن، والعرق)، ويمتلك منحنى مسطحًا لعلاقة الجرعة بالاستجابة عبر نطاق ثمانية أضعاف من الجرعة (5-40 مغ). ينخفض التوفر الحيوي الفموي عند أخذه بجرعات عالية ويزداد عند تناوله مع الطعام.

## تأثيرات جانبية

### 1٪ إلى 10٪
القلب والأوعية الدموية: الوذمة المحيطية (≤ 6٪)
الجهاز العصبي المركزي: دوخة (≤ 6٪)، والصداع (3٪ إلى 5٪)، الحمى (1٪ إلى 3٪)، والتعب (≤ 3٪)، إغماء (≤ 2٪)
جلدية: كدمات (3٪)، حكة (≤ 2٪)، والطفح الجلدي (2٪)،
الجهاز الهضمي: الإسهال (≤ 5٪)، والإمساك (≤ 3٪)، ألم في البطن (≤ 2٪)، والغثيان (1٪ إلى 3٪)، وسوء الهضم (≤ 2٪)، والتقيؤ (≤ 2٪)، وآلام في الفم والبلعوم (≤ 1٪)، ألم في الأسنان (≤ 1٪)
البولي التناسلي: بيلة دموية (≤ 4٪)، التهاب المسالك البولية (≤ 1٪)
الدموية: نزيف (الرجفان الأذيني: 21٪ [الرئيسية: 6٪]؛ DVT الوقاية: 5٪ إلى 6٪ [رئيسية: <1٪]؛ العلاج DVT: 6٪ إلى 10٪ [رئيسية هي: 1٪])، ورم دموي (≤ 3٪)، وفقر الدم (1٪ إلى 3٪)
العصبية والعضلية والعظمية: آلام أقصى (≤ 5٪)، وآلام الظهر (≤ 4٪)، التهاب المفاصل (≤ 2٪)، وتشنج العضلات (1٪)
الجهاز التنفسي: رعاف (4٪ إلى 10٪)، نفث الدم (≤ 1٪)، التهاب الجيوب الأنفية (≤ 1٪) 